# Justingen (Schelklingen)
Justingen ist ein Ortsteil der Stadt Schelklingen im Alb-Donau-Kreis in Baden-Württemberg.

## Geographische Lage
Das Dorf liegt auf der Hochfläche der Schwäbischen Alb auf 750 m NN, 24 km westlich von Ulm zwischen Schelklingen, Münsingen und Laichingen.

## Geschichte

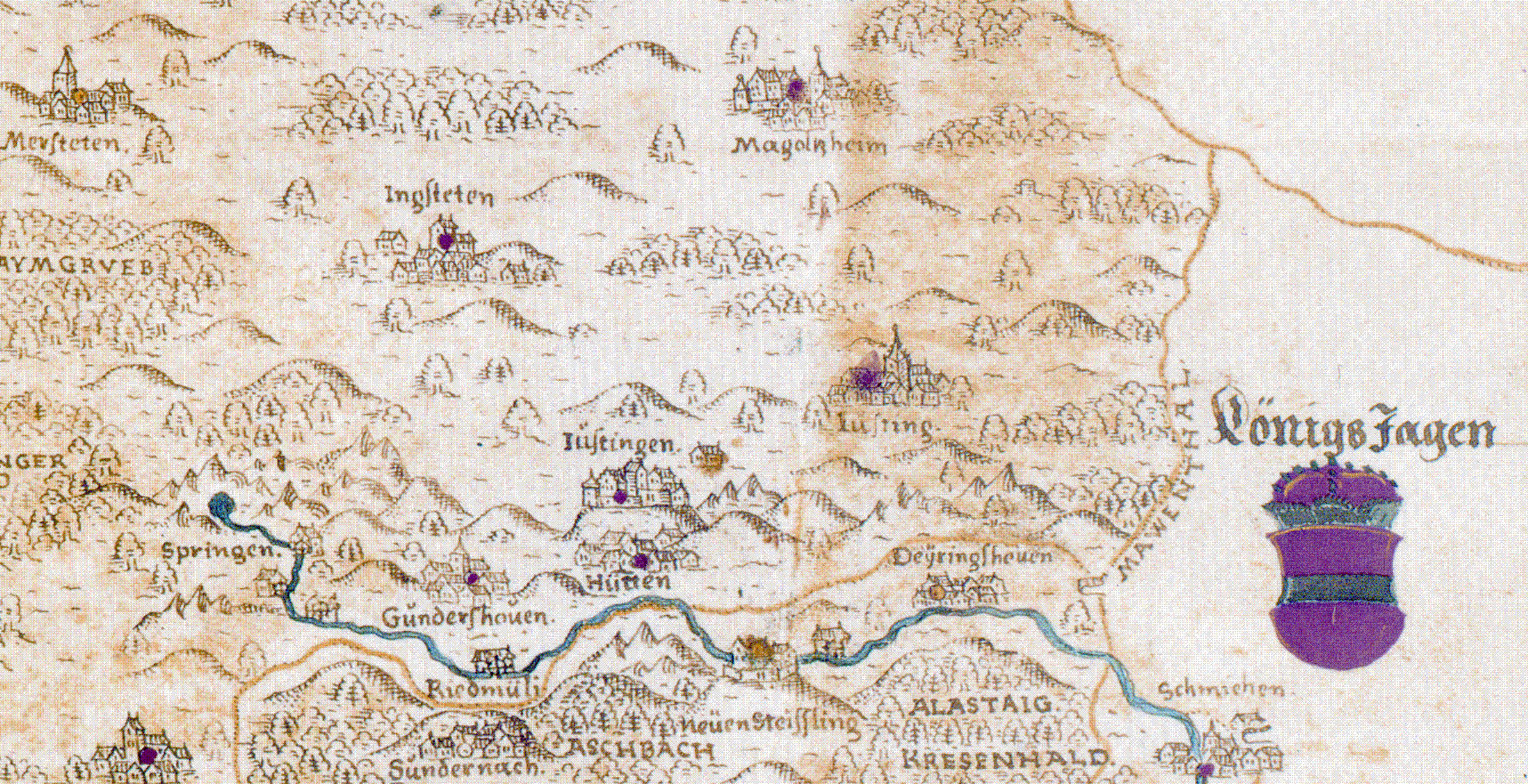
Die Herrschaft Justingen im Jahre 1596 (Ausschnitt aus Gadner)

Justingen wurde im Jahre 1090 erstmals urkundlich erwähnt. Der Ort entstand aber schon in der Zeit der alamannischen Landnahme des 6. und 7. Jahrhunderts, wie die Endung „–ingen“ andeutet.
Es ist zu unterscheiden zwischen dem Dorf Justingen, dem Schloss Justingen und der Herrschaft Justingen.
Das Dorf hatte im Mittelalter seinen eigenen Ortsadel, genannt von Justingen, gesessen auf der Burg Justingen über dem Schmiechtal und Hütten, eng verwandt mit den Herren von Steußlingen, Gundelfingen und Wildenstein.
Überregionale Bedeutung hatte Anselm (II.) von Justingen, der 1212 im Auftrag deutscher Fürsten nach Sizilien reiste, um den späteren Stauferkaiser Friedrich II. davon zu überzeugen, nach Deutschland zu kommen. 1215 wurde Anselm, nachdem Friedrich in Aachen zum König gekrönt worden war, zu dessen Hofmarschall ernannt. Er begleitete Friedrich 1220 nach Rom zu dessen Kaiserkrönung. 1234 stellte sich Anselm gegen seinen Kaiser, was 1236 mit der Zerstörung der Burg Justingen und Anselms Flucht in das Herzogtum Österreich endete.
Mitte des 14. Jahrhunderts starb die Familie von Justingen im Mannesstamme aus und die Herrschaft Justingen ging erbschaftsweise an die Herren von Stöffeln über. Die weiteren Inhaber der Herrschaft waren von 1494 bis 1497 die Herren von Stotzingen, von 1497 bis 1530 die Herren von Bubenhofen und schließlich von 1530 bis 1751 die Freiherren von Freyberg, zunächst, bis zu deren Aussterben zu Ende des Dreißigjährigen Kriegs, aus der Angelberger Linie und dann bis 1751 aus der Eisenberger Linie. Eine große Schuldenlast veranlasste die Familie von Freyberg 1751, Herrschaft, Dorf und Schloss Justingen an Herzog Carl Eugen von Württemberg zu veräußern. Der Erwerb der Herrschaft Justingen brachte Württemberg zusätzliche Stimmrechte im Schwäbischen Kreistag sowie im schwäbischen Grafenkollegium des Reichstags. Gleichzeitig stellte das neuerworbene Territorium eine Brücke zu den Lutherischen Bergen dar, bislang eine Exklave. Welche Bedeutung die Herzöge von Württemberg diesem Gebietserwerb beimassen, zeigt sich daran, dass sie bei der Wappenänderung von 1789 den justingischen Dorn mit in das württembergische Wappen aufnahmen.
1870/71 wurde in den drei Orten Justingen, Ingstetten und Hausen o. U. als ersten Alborten überhaupt die Albwasserversorgung nach Plänen von Karl Ehmann eingeführt. Die praktische Durchführung lag in den Händen Hermann Ehmanns.
Im Zuge der Gemeindegebietsreform wurde Justingen 1972 nach Schelklingen eingemeindet. Bis dahin gehörte Justingen dem Landkreis Münsingen an, welcher bei der Kreisreform aufgelöst wurde.

### Religionen
Justingen besaß schon im Hochmittelalter eine eigene Pfarrei. Zur Pfarrei Justingen gehörten neben Justingen auch Ingstetten und bis 1846 Hütten. Heute sind die Katholiken in die römisch-katholische Kirchengemeinde St. Oswald Justingen, die evangelischen Einwohner nach Ennabeuren eingepfarrt.
Pfarrer der Kirchengemeinde Justingen

Urkundlich erwähnt
- 1304 Rudolf, Kirchherr zu Justingen
- 1335 Hans Pfaff, Kirchherr zu Justingen

Pfarrer von Justingen
- 1477 Johannes Stöffler
- vor 1522 Johann Melchior von Bubenhofen, Sohn des Herrschaftsinhabers Hans Kaspar von Bubenhofen, später Kanoniker an der Kathedrale in Konstanz
- 1522 NN Beck (Laichingen)
- 1556 Hans Preg
- 1573 Daniel Friedrich[1] aus Straßburg, Schwenkfelder
- 1584 Georg Oßwald (Sondernach)

Schwenkfeldische Pfarrer von Justingen
- 1589 Kaspar Lutz (Nördlingen)
- 1601 Georg Windling (Fahnen)
- 1606 Isaak Ströhlin (Fahnen)
- 1609 Ezechiel Her(r)mann (Hörmann)[2] aus Wannweil bei Reutlingen
- 1619 Valentin Herbert (Eschheim in Sachsen)

Katholische Pfarrer von Justingen
- 1653 Thomas Domer (Zwiefalten)
- 1662 Valentin Abt
- 1664 Johann Sebastian Elsäßer
- 1665 Joseph Walz
- 1667 Peter Moraß
- 1679 Simon Weiß
- 1710 Alexander Scheible (Munderkingen)
- 1734 Jakob Prinzinger (erstmals)
- 1741 Ferdinand Anton Mang
- 1746 Jakob Prinzinger (zweitmals)
- 1763 Pfarrer Wagner
- 1764 Joseph Manz
- 1775 Anton Arsen Reicharzer
- 1777 Johann Kaspar Weitmann (Schwäbisch Gmünd)
- 1780 Nikolaus Gebhard Hold (Konstanz)
- 1795 Franz Xaver Christmann (Emerkingen)
- 1801 Bruno Neeb (Würzburg)
- 1820 Michael Gerard Wirsching (Grünsfeld)
- 1825 Johann Chrisostomus Kratzer (Schwäbisch Gmünd)
- 1847 Joseph Braisch (Ehingen a. D.)
- 1853 Ignatz Brechenmacher (Ellwangen)
- 1868 Johannes Blank (Riedlingen)
- 1869 Johann Georg Mangold (Weiler)
- 1880 Pfarrer Haas
- 1882 Pfarrer Becker
- 1883 Pfarrer Eckert
- 1892 Pfarrverweser Frey
- 1893 Pfarrer Straub
- 1903 Pfarrverweser Angele
- 1904 Josef Sorg (Mühlhausen)
- 1918 Georg Restle (Markelsheim)
- 1933 Pfarrer Wendelin Ersing (Berkheim)
- 1939 Joseph Reutlinger (Erkenhofen)
- 1940 Pfarrer Wilhelm Rist (Ravensburg)
- 1948 Pfarrer Bernhard Heinzmann (Böhmenkirch)
- 1966 Pfarrer Franz Schefold (Dentingen am Bussen)
- 1975 Pater Franz Zangerle (Heiligkreuztal)
- 1988 Pfarrer Albert Roth

### Eingemeindungen
Die Gemeinde Justingen war bis 1751 Teil der Reichsherrschaft Justingen, welche im selben Jahre durch Herzog Carl Eugen von Württemberg erworben wurde. 1807 wurde der Ort Teil des Oberamts Urspring des Kreises Ehingen, seit 1809 gehörte es zum Oberamt Münsingen und seit 1938 zum Landkreis Münsingen. Seit der Gemeindereform im Jahr 1972 ist Justingen eine Teilgemeinde der Stadt Schelklingen im Alb-Donau-Kreis.

### Teilorte von Justingen

#### Ziegelhütte
Die ehemalige Ziegelhütte der Herrschaft Justingen liegt etwa zwei Kilometer südwestlich des Dorfes an der Kreisstraße K 7330 nach Hütten. Die Ziegelei, verbunden mit einem Kalkofen, geht sicherlich ins Mittelalter zurück und wurde um 1900 aufgegeben. Die Ziegelhütte Justingen ist heute ein landwirtschaftliches Anwesen.

#### Kleemeisterei
Die ehemalige Kleemeisterei der Herrschaft Justingen, heute Schlosshof genannt, befindet sich rund einen Kilometer nordöstlich des ehemaligen Schlosses Justingen und gut zwei Kilometer südwestlich des Dorfes. Die abseitige und einsame Lage des Hauses erklärt sich durch die Funktion eines Kleemeisters: ihm musste sämtliches in der Herrschaft Justingen und in Rottenacker gefallene Vieh zugeführt werden. Außerdem bekleidete der Kleemeister das Amt eines Scharfrichters der Herrschaft Justingen. Der Blutbann wurde den Freiherren von Freyberg vom Kaiser verliehen. Noch 1808 stand auf dem Galgenberg bei Ingstetten der dreiseitige Galgen. Die Kleemeisterei bestand ehedem aus einem einzelnen Haus mit Scheuer und wurde 1831 samt rund drei Morgen Feld von der Markung Justingen abgetrennt und der Gemeinde Hütten zugeteilt.

#### Schachenhof
Der Schachenhof war ein Meiereigut der Herrschaft Justingen und war Herrschaftsgut. Er lag etwa einen Kilometer nördlich des Dorfes, wurde aber im März und April 1928 restlos abgebrochen. Vom Schachenhof aus wurden die umliegenden Herrschaftsfelder bewirtschaftet. Der einzeln stehende Hof bestand ehemals aus mehreren Ökonomiegebäuden (Städeln, Stallungen), einem Wohngebäude und einer Zisterne. Eine Stallung war der Schafstall; die Herrschaft Justingen betrieb ehemals eine umfangreiche Schafzucht. In einem anderen Gebäude wurden 1618 sämtliche Jagdutensilien der Herrschaft Justingen aufbewahrt.
Das älteste Urbar der Reichsherrschaft Justingen von 1497 erwähnt den Schachenhof nicht; nur der Flurname Schachen wird verwendet. Ob bereits 1497 der Schachenhof bestand oder nicht, besagt das Urbar nicht. Nach Schilling ist der Hof vielleicht erst im 16. Jahrhundert entstanden; er wird jedenfalls erstmals 1580 wörtlich erwähnt.
Nach dem Verkauf der Herrschaft Justingen an Württemberg 1751 diente der Hof weiterhin der Schafzucht und dem Feldbau auf den Schachenäckern und Schachenwiesen unter der Leitung des Schachenhofbaumeisters. Im 19. Jahrhundert verkaufte Württemberg Teile der Felder und versuchte, den Schachenhof ebenfalls an Privatleute zu veräußern. Zeitweise war auf dem Schachenhof auch der Revierförster untergebracht.

### Einwohnerentwicklung
Im Spätmittelalter war Justingen mit knapp 200 Einwohnern deutlich größer als die Dörfer Ingstetten und Gundershofen und hatte mehr als doppelt so viele Einwohner wie Hütten. Am 31. Dezember 2008 hatte Justingen 557 Einwohner.

Bevölkerungsentwicklung in der Herrschaft Justingen 1497–2002

## Politik

### Schultheiße, Bürgermeister und Ortsvorsteher
Schultheißen bis 1930, Bürgermeister von 1930 bis 1975, seit 1975 Ortsvorsteher
Schultheiße
- 1594 Veltin Mathis
- 1615 Bastian Matheis
- 1769 Franz Dreß
- 1769 Johannes Gaus
- 1777 Johannes Braun
- 1786 Joseph Storr
- 1796 Johannes Gaus
- 1825 Andreas Unmuth
- 1827 Benedikt Rothenbacher
- 1830 Johannes Gaus
- 1865–1873 Anton Fischer, dann Stadtschultheiß von Schelklingen
- 1873–1891 Max Weinmann
- 1892–1914 Andreas Braun
- 1915–1928 Josef Ritzler
- 1929 Franz-Josef Nägele

Bürgermeister
- 1930–1946 Franz-Josef Nägele
- 1947–1968 Gebhard Rommel
- 1969–1974 Lorenz Glökler

Ortsvorsteher
- 1975–1977 Lorenz Glökler
- 1977–1988 Franz Nägele
- 1989–2008 Josef Oechsner
- 2009–2013 Fritz Nägele
- 2014–2018 Jürgen Stoll
- 2019 Rainer Knoche

Der Ortsvorsteher wird von der Stadt Schelklingen auf Vorschlag des Ortschaftsrates ernannt.
Derzeit ist Rainer Knoche Ortsvorsteher.

### Bildung
Der Ort verfügt über einen Kindergarten und über die Johannes-Stöffler-Schule (Grundschule bis zur 4. Klasse).

## Wirtschaft und Infrastruktur

### Verkehr
Die Landesstraße 240 verbindet Justingen mit Schelklingen (über Hausen o.U.) und Münsingen (über Ingstetten und Magolsheim). Über die Kreisstraße K 7330 ist Justingen mit Hütten verbunden.

### Kulinarische Spezialitäten
Justingen besaß ehemals mehrere Gaststätten. Nach ihrem Alter waren dies: Gasthaus zum Schwarzen Adler mit Brauerei (bestand bereits 1553), Gasthaus zur Krone (stillgelegt 2004, abgebrochen 2012), Gasthaus zur Sonne, Gasthaus zum Rößle, Frohe Aussicht, welche nach 1970 alle geschlossen wurden.
Seit 1751 gibt es in Justingen einen Krämermarkt, der jährlich immer am ersten Montag im Oktober stattfindet.

## Kultur und Sehenswürdigkeiten

### Bauwerke

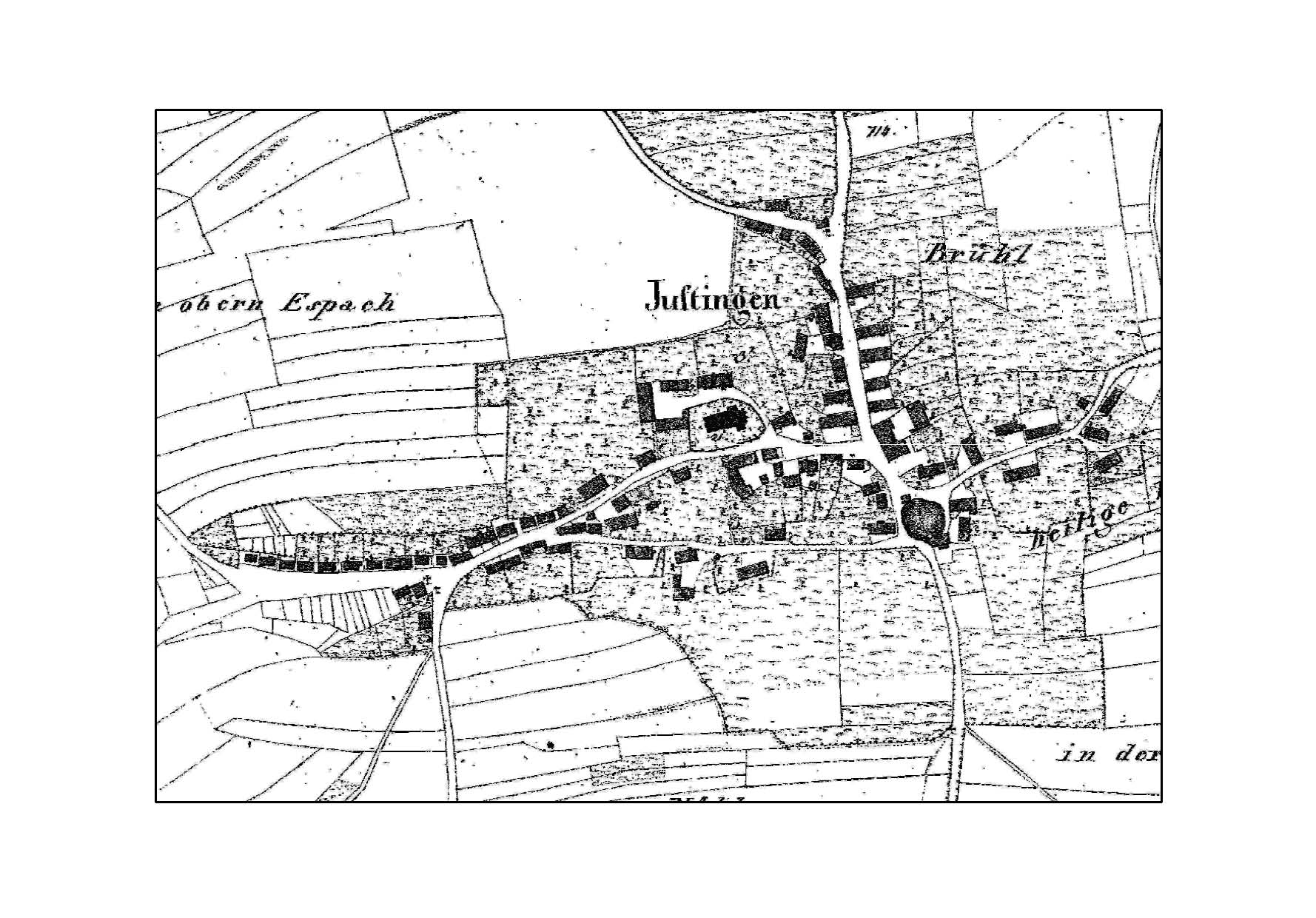
Flurkartenausschnitt mit Ortsplan „Justingen“ um 1820

- Barocke St. Oswaldkirche, 1697 durch den Ortsherrn Joseph Albrecht von Freyberg errichtet.
- Gasthaus zum Schwarzen Adler, neu erbaut 1553, 1838 abgebrannt und unter Einbezug der steinernen Außenwände wieder aufgebaut, mit Wappen der beiden Erbauer Georg Ludwig d. Ä. von Freyberg und seiner Gemahlin Katharina von Laubenberg zu Wagegg über dem ehemaligen Eingang.[7]
- Johannes-Stöffler-Schule, zuerst 1785 an Stelle der baufälligen und abgebrochenen Zehntscheuer neu erbaut, 1935 umgebaut und kürzlich modernisiert.
- Das Justinger Rathaus in der Weiten Straße Nr. 15 wurde 1788 von dem Ziegler und Schultheißen Joseph Storr als Wohnhaus neu erbaut, wie eine Inschrift an dem Oberlichtsturz des eichenen Türgestells belegt. Beim Einbau einer modernen Tür scheint die Inschrift entfernt worden zu sein. Die an den südlichen Giebel angebaute große Scheuer und das Wasch- und Backhaus hinter dem Haus brannten 1834 ab, wogegen das Wohnhaus erhalten blieb. Die Gemeinde Justingen, welche nach Ausweis der ersten Oberamtsbeschreibung von 1825 bis dahin noch kein eigenes Rathaus besaß, kaufte das nach dem Brand stehengebliebene Wohnhaus auf und richtete darin das Rathaus ein. Dieses war gleichzeitig Feuerwehrhaus, denn im Erdgeschoss wurden eine Remise für die Feuerspritze, eine Feuerglocke auf dem Dach und am Nordgiebel Gestelle für die Feuerleitern eingerichtet.
- Kirchstraße 19: Zweigeschossiges Wohngebäude unter Mansarddach, ehemals Kindergarten, vorher ab 1911 Schul- und Schwesternhaus des Krankenpflegevereins. Das im französischen Stil des späten 18. Jahrhunderts errichtete Wohngebäude sticht unter den Justinger Häusern durch seine besondere Architektur hervor. Es wurde vermutlich in den 1780er-Jahren (im Lagerbuch von 1782 noch nicht vorhanden) errichtet, als das Herzogtum Württemberg versuchte, die Wirtschaft des Alborts anzuregen, indem es verschiedene staatlich subventionierte Betriebe hier ansiedelte (darunter auch in den Jahren 1783 bis 1792 eine Seidenmanufaktur). Im 19. Jahrhundert fungierte das Gebäude als Wohngebäude, von 1868 bis 1909 war es in Besitz von Schultheiß Max Weinmann. Das Gebäude steht unter Denkmalschutz.
- Ehemalige herrschaftliche Fruchtscheuer des in den 1950er Jahren entfernten herrschaftlichen Amtshauses im ehemaligen Herrschaftshof bei der Pfarrkirche und der Johannes-Stöffler-Schule, wohl um 1600 errichtet.
- Backhaus aus dem Jahre 1808 und Berühmte-Justinger-Denkmal an der heute zugeschütteten Dorfhüle.
- Seit Oktober 2012 steht südwestlich von der in ihren Grundmauern noch aus der Stauferzeit stammenden St. Oswaldkirche die zwanzigste Stauferstele. Sie erinnert an Anselm von Justingen, der vor 800 Jahren im Auftrag der staufischen Partei den von den deutschen Fürsten zum König gewählten späteren Kaiser Friedrich II. aus Sizilien nach Deutschland geholt hat.[8]
- Ruine von Schloss Justingen über Hütten, Stammsitz der Herren von Justingen.

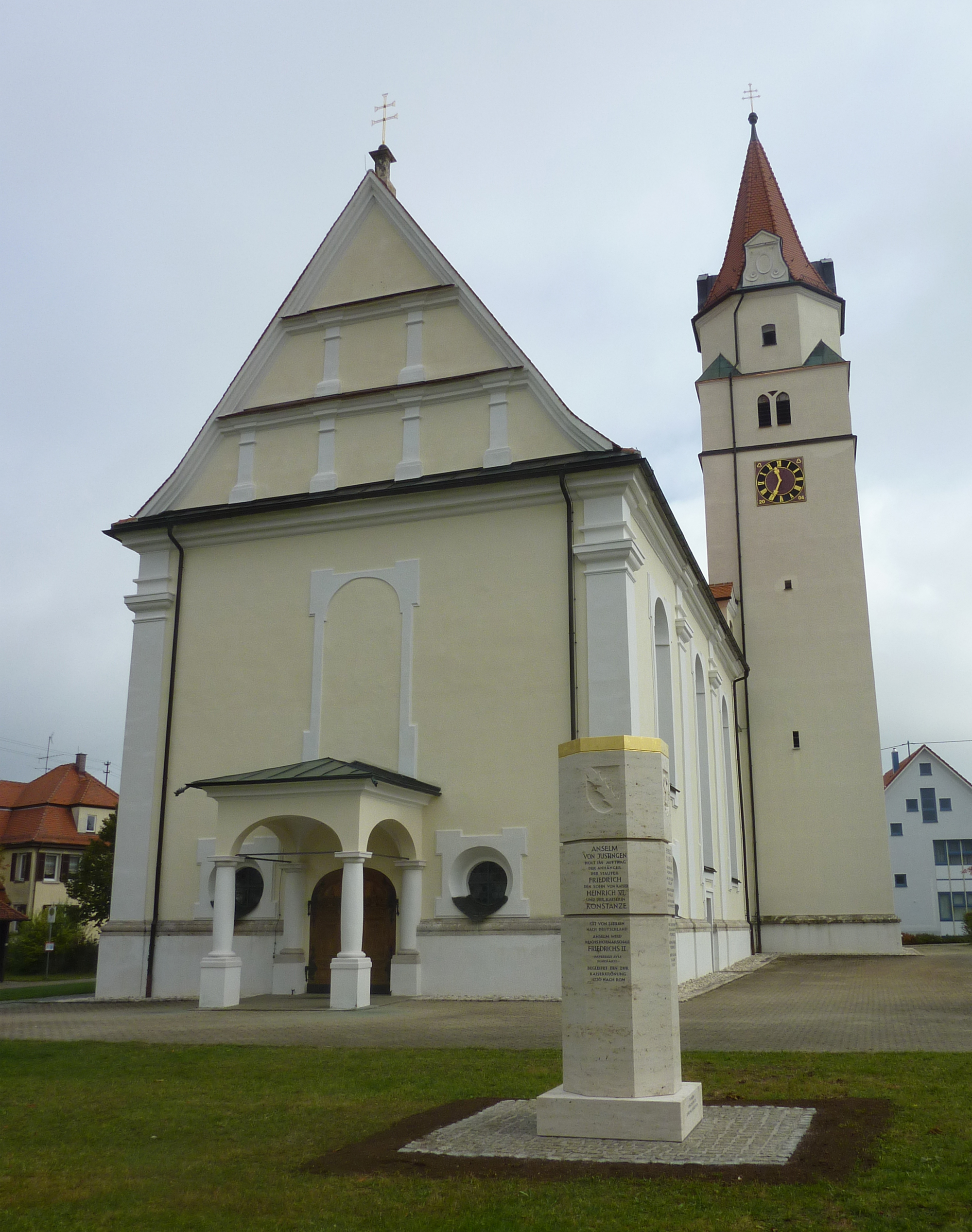
St. Oswaldkirche mit Stauferstele
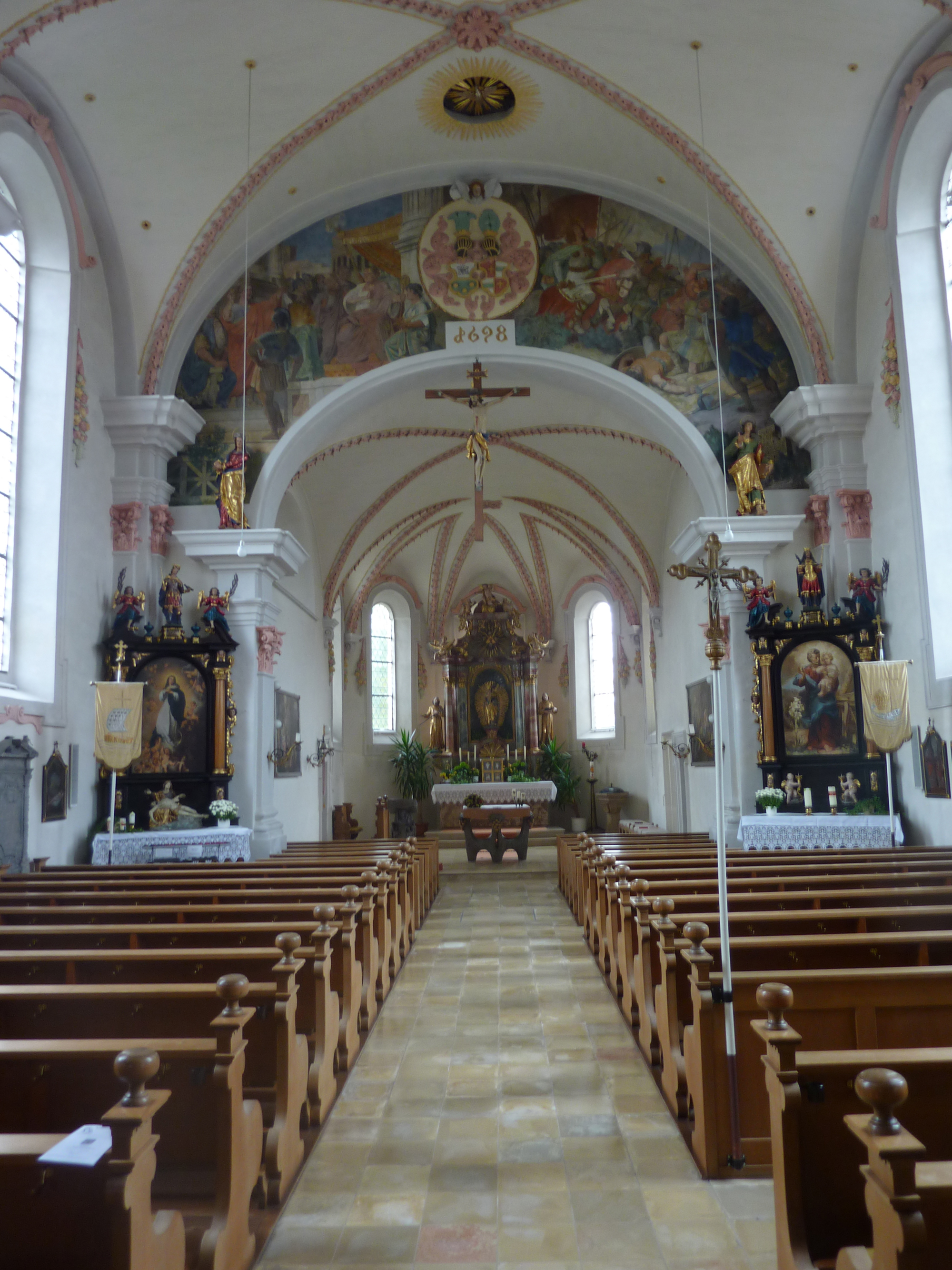
Inneres der St. Oswaldkirche mit Baujahr 1698 und Allianzwappen des Erbauers am Chorbogen: Joseph Albrecht von Freyberg († 1706) und Anna Magdalena Adelheid Gräfin von Criechingen († 1692)
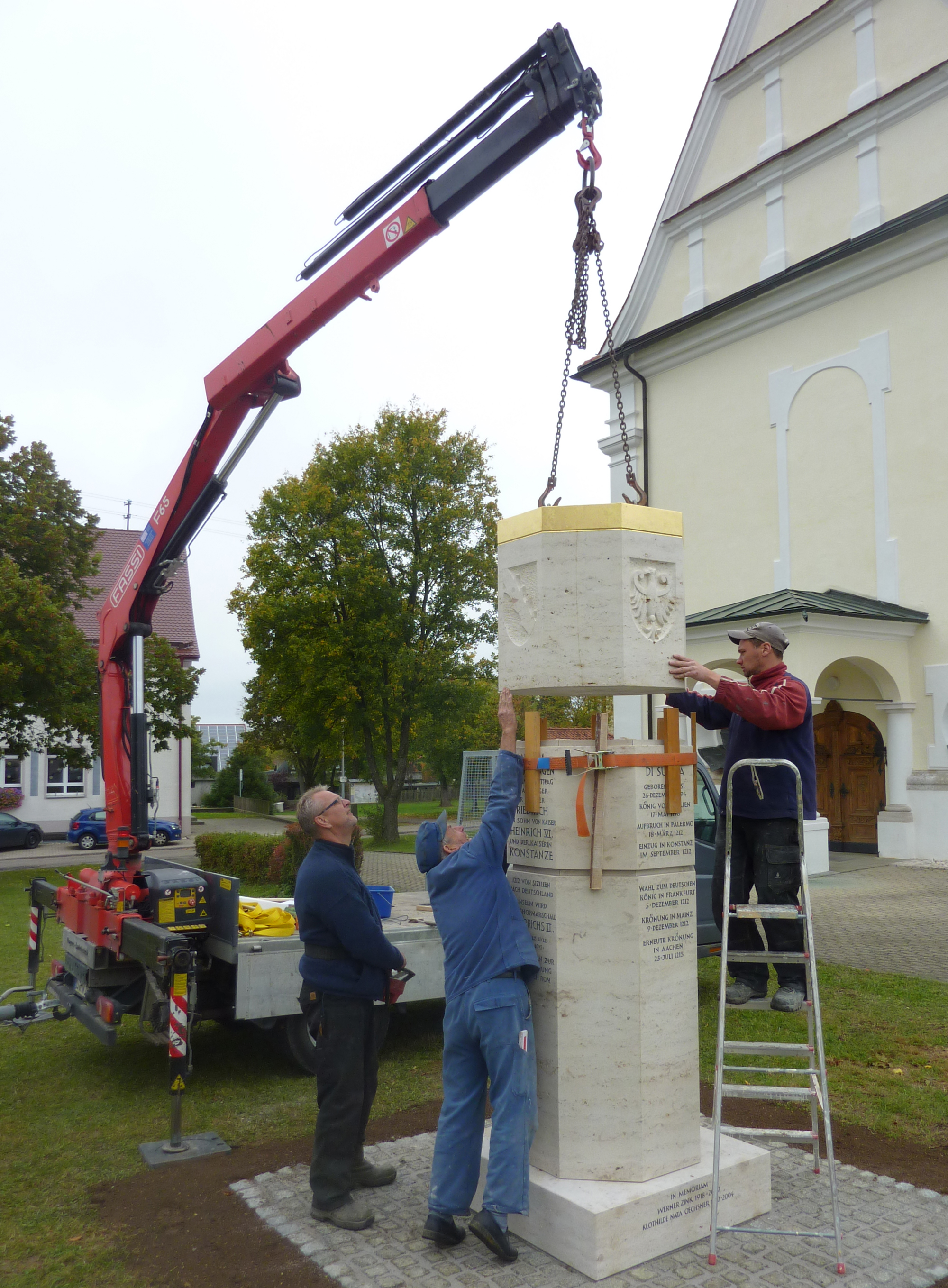
Errichtung der Stauferstele durch Markus Wolf
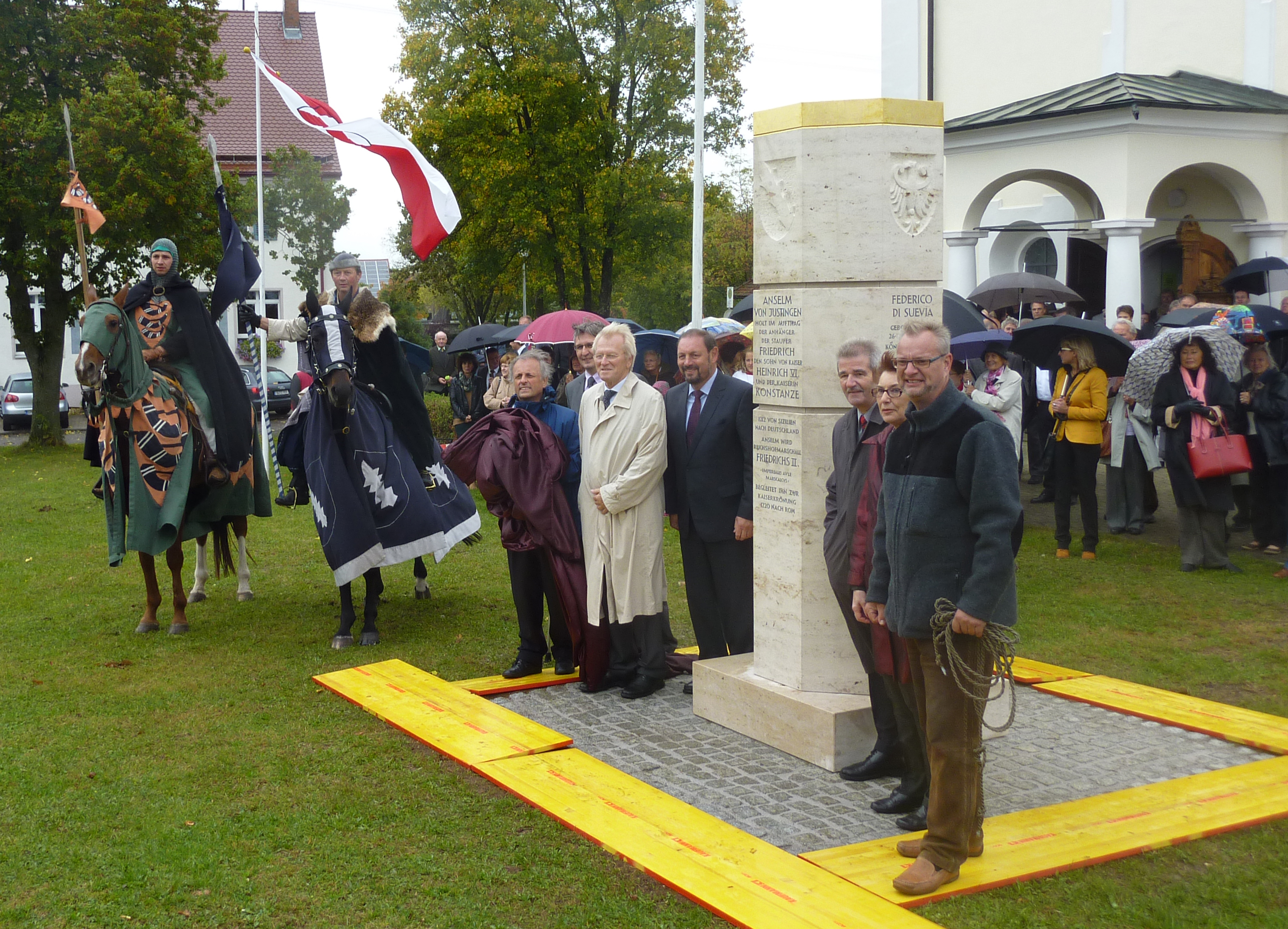
Einweihung der Stauferstele am 7. Oktober 2012
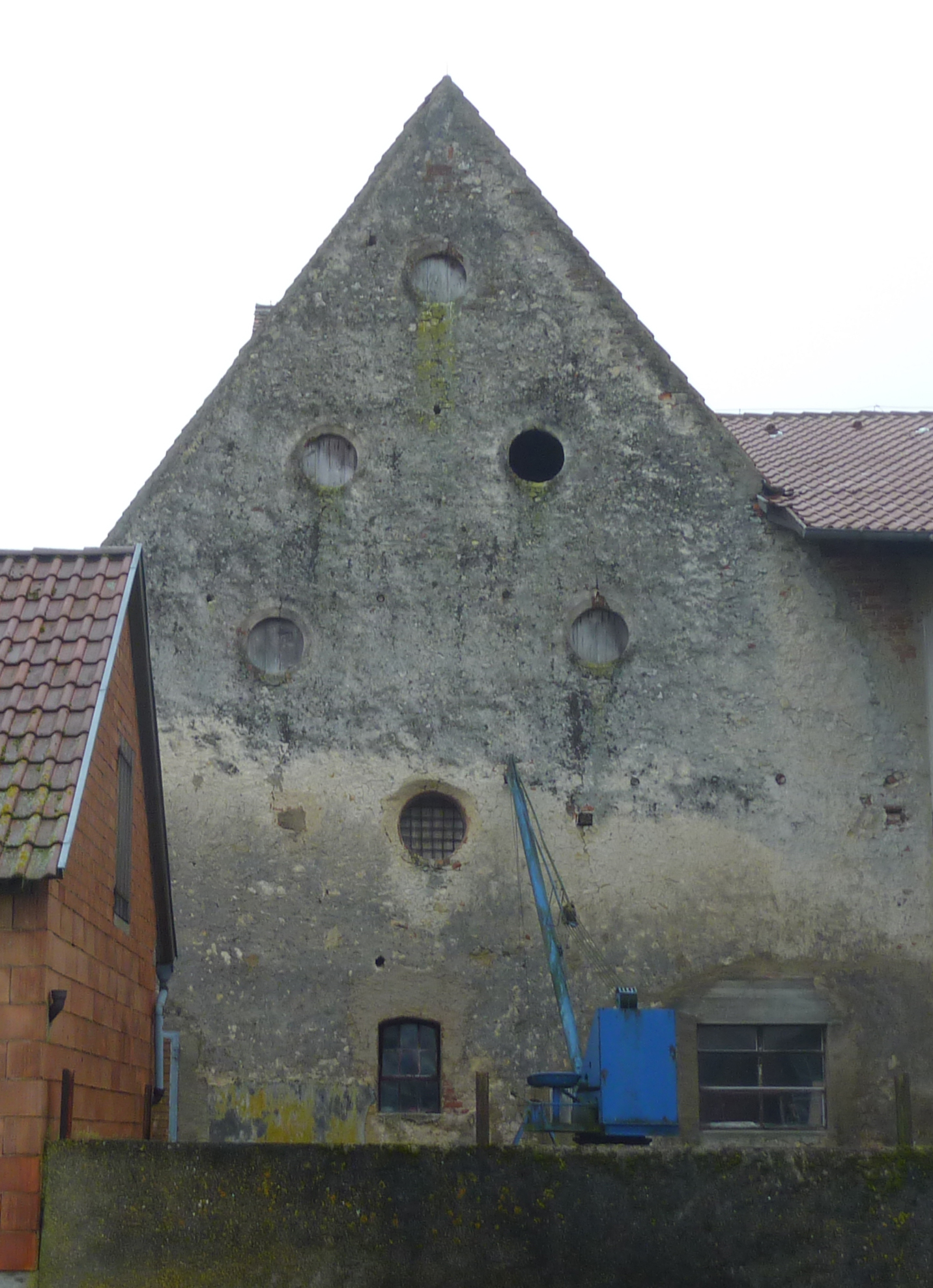
Nordgiebel der Fruchtscheuer
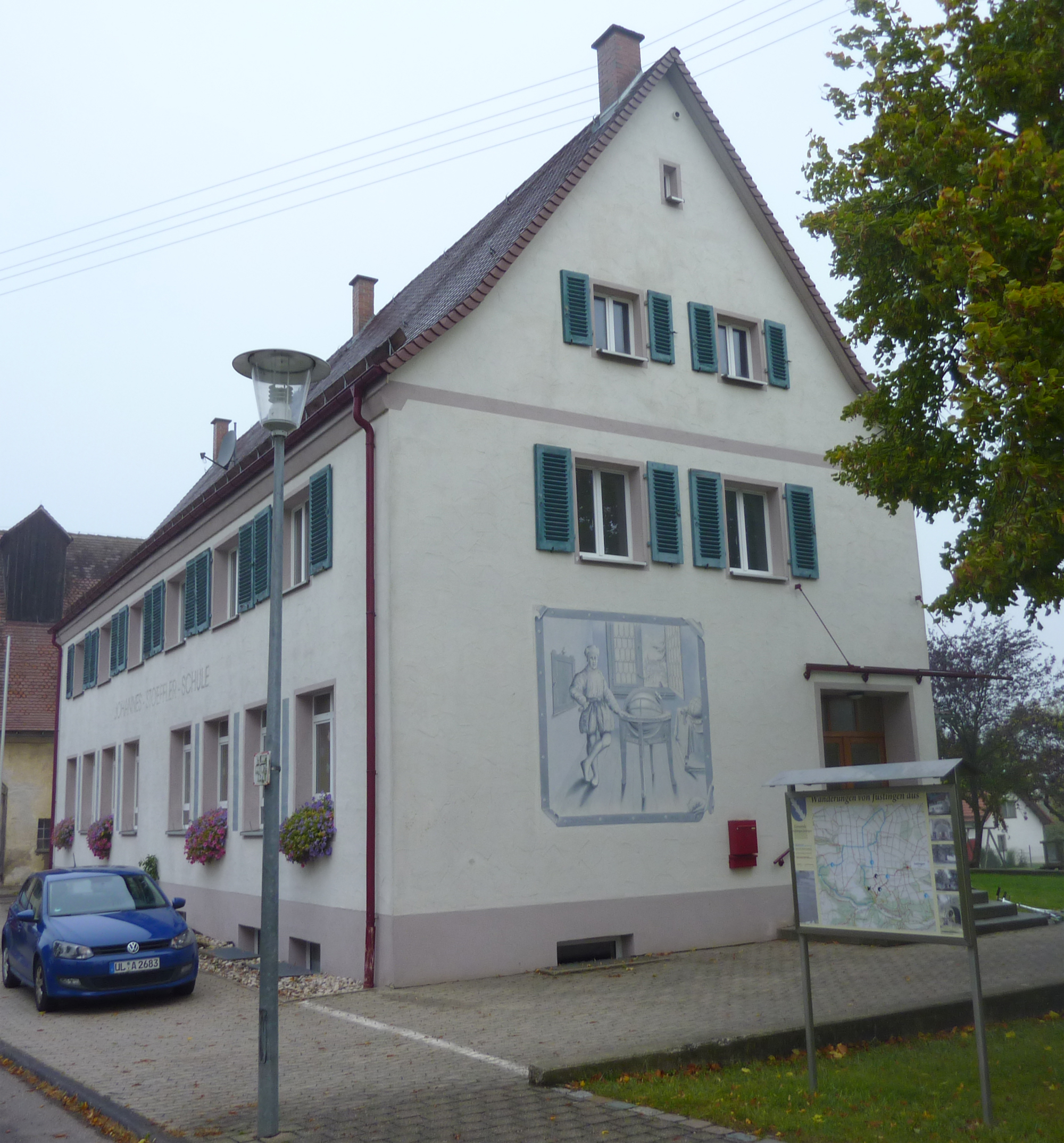
Johannes-Stöffler-Schule
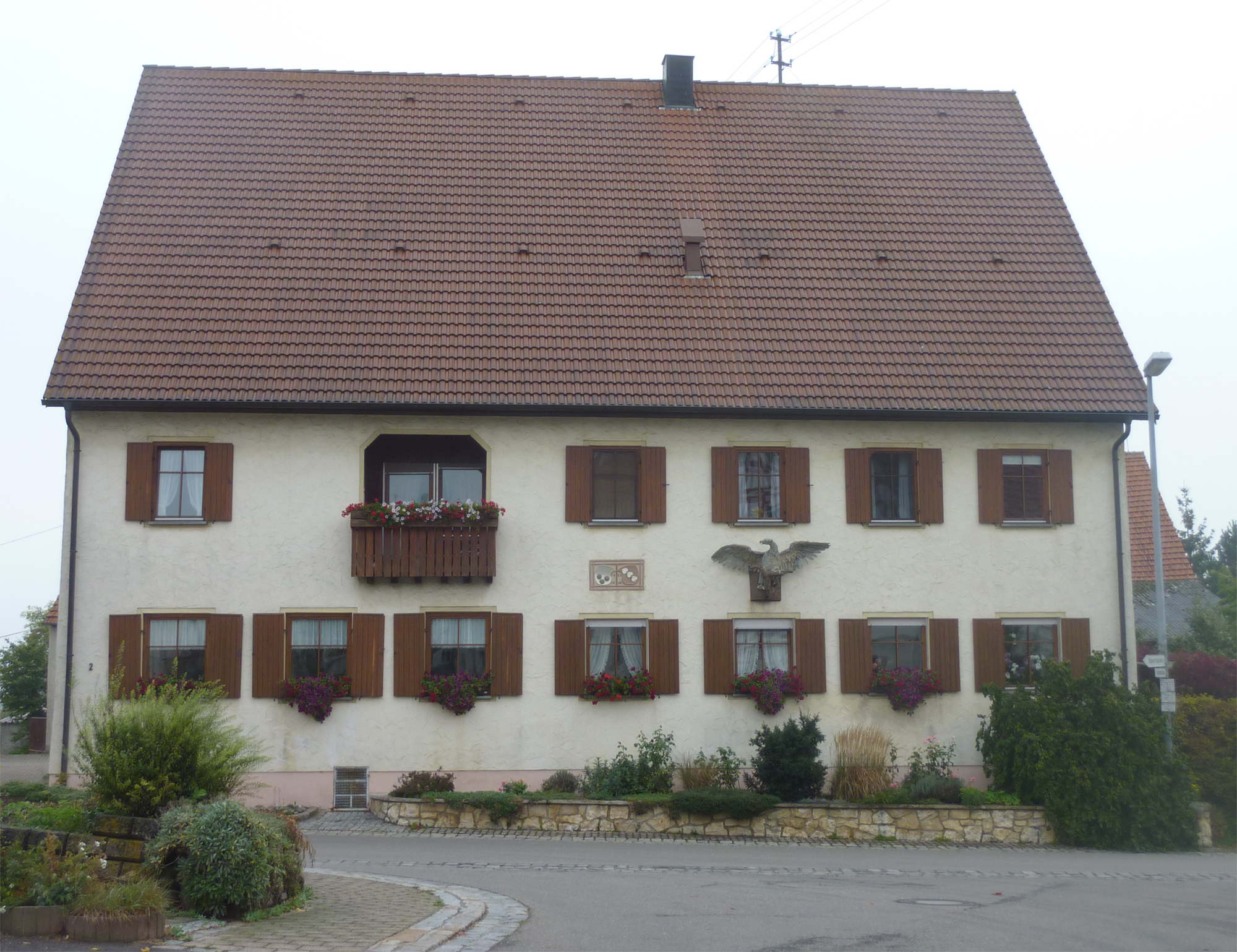
Gasthaus „Schwarzer Adler“
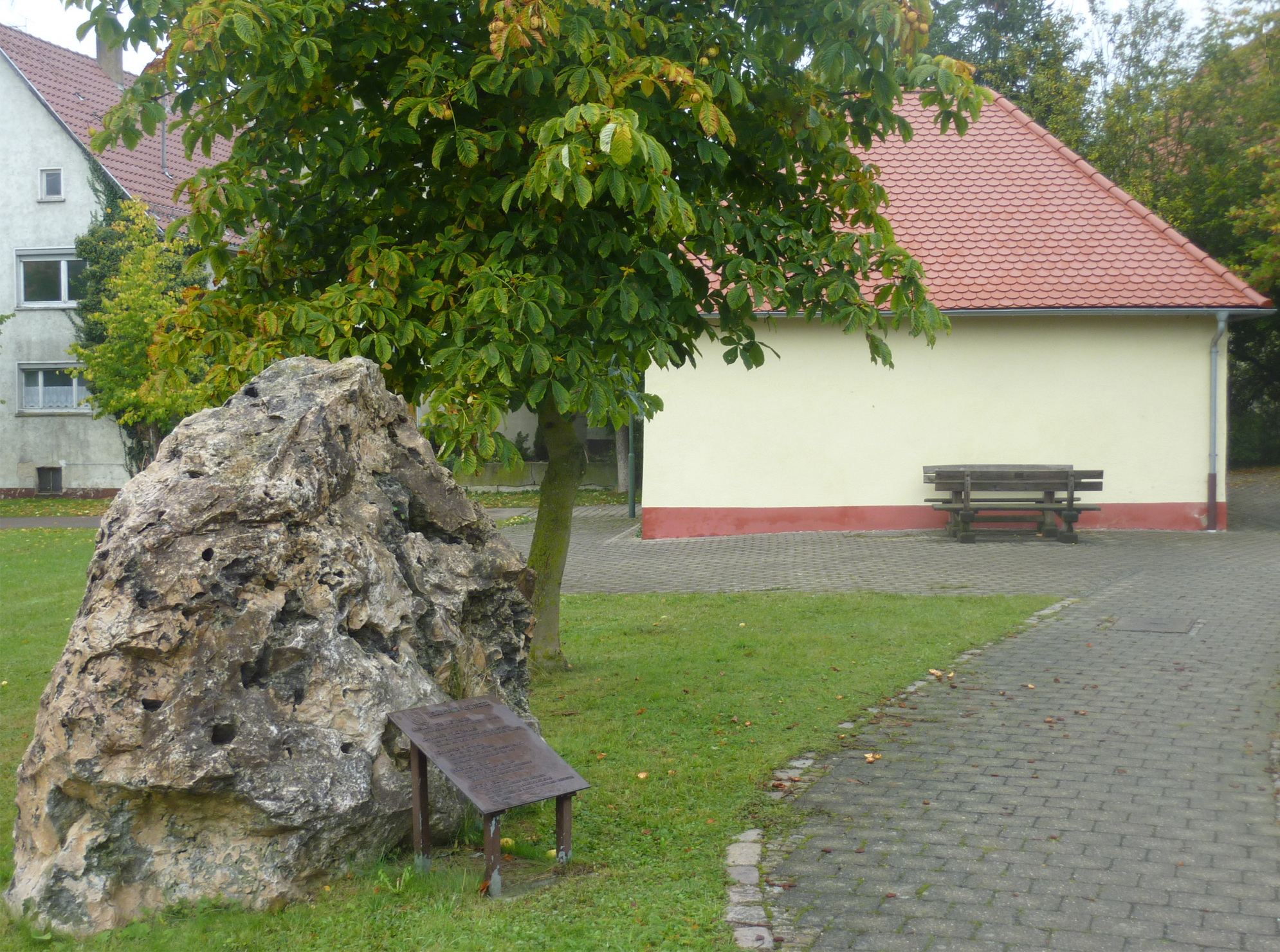
Berühmte-Justinger-Denkmal mit Backhaus
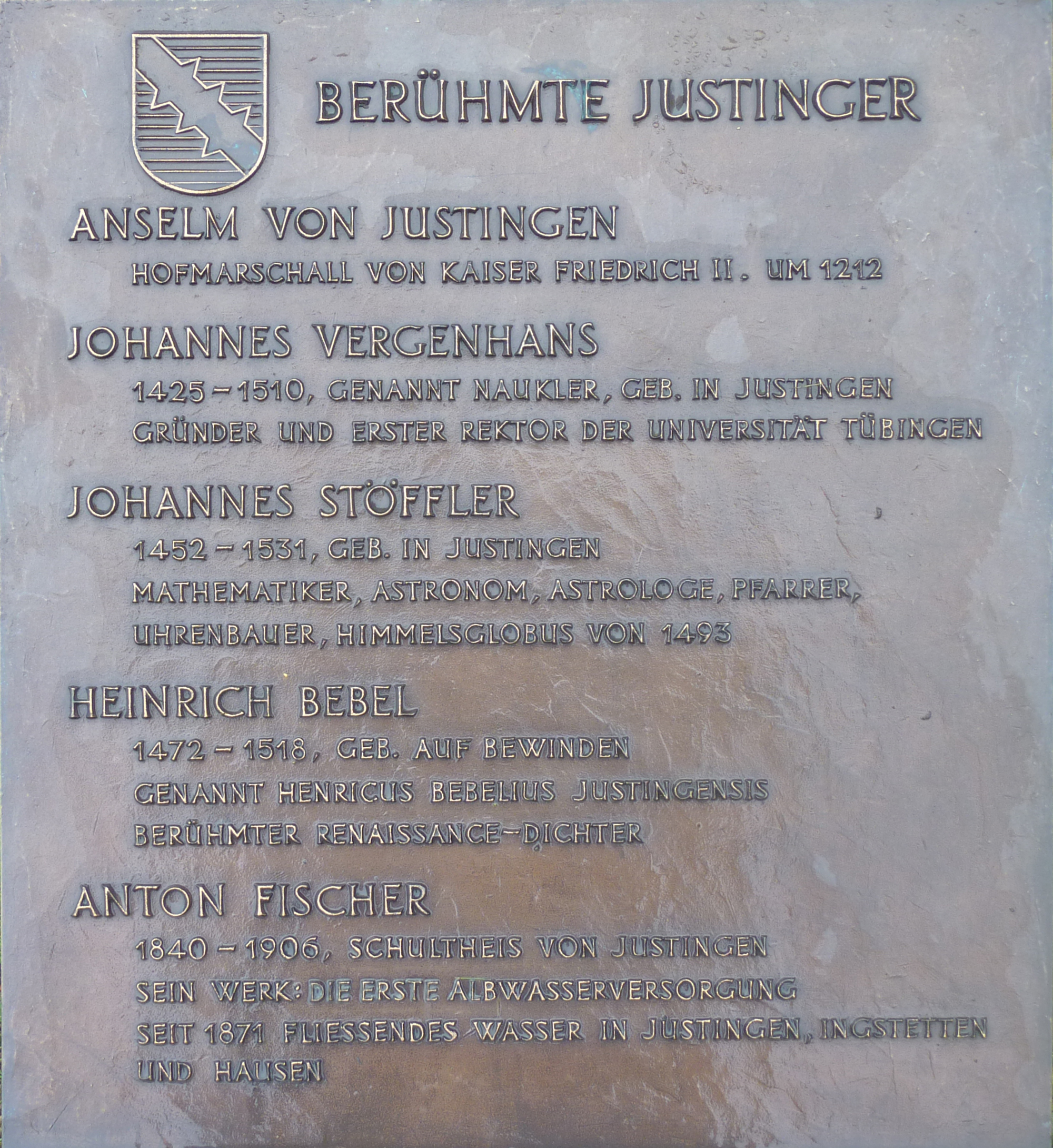
Berühmte Justinger-Denkmal
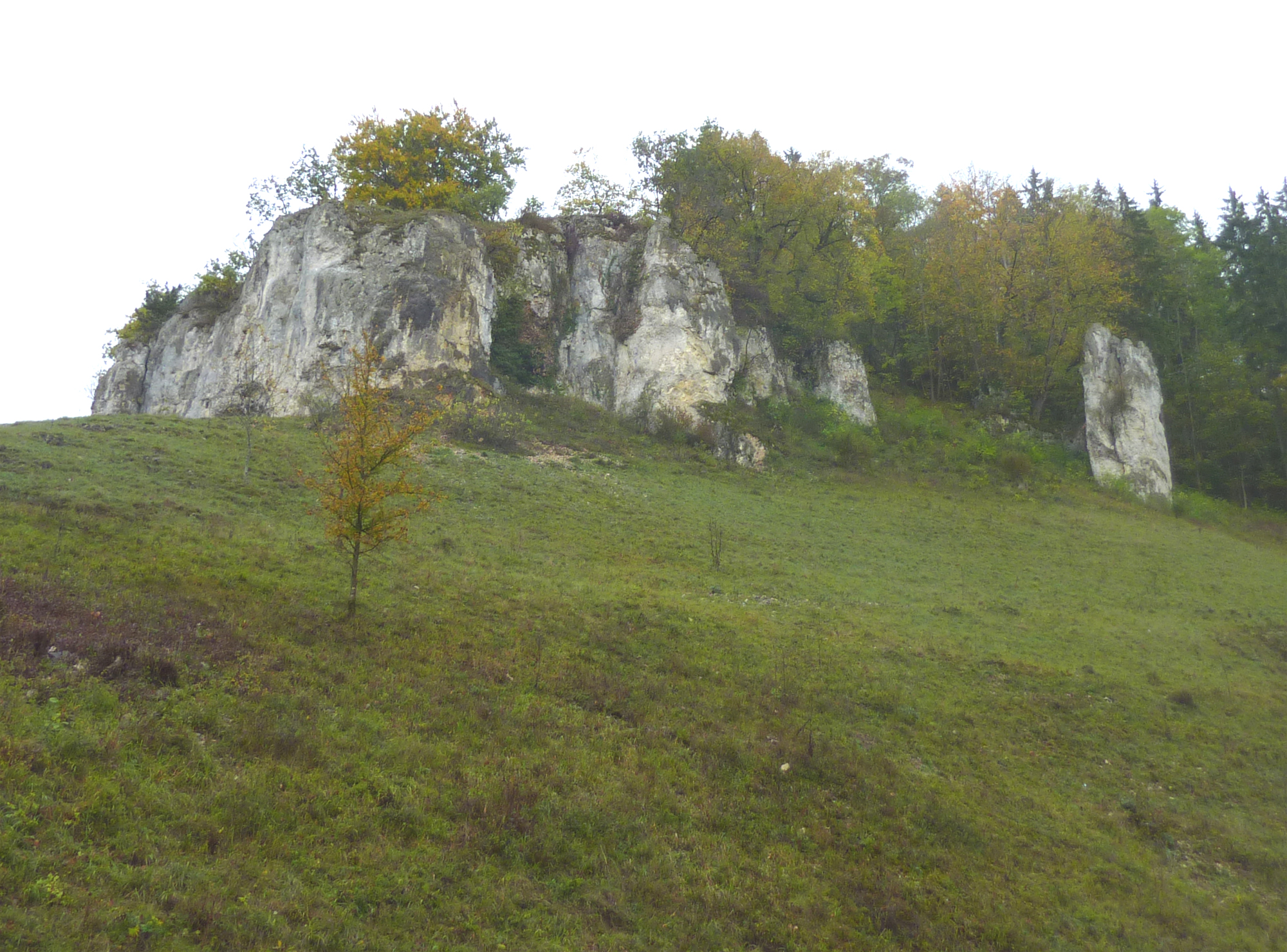
Ruine Schloss Justingen: Bis 1834 stand es über diesen Felsen
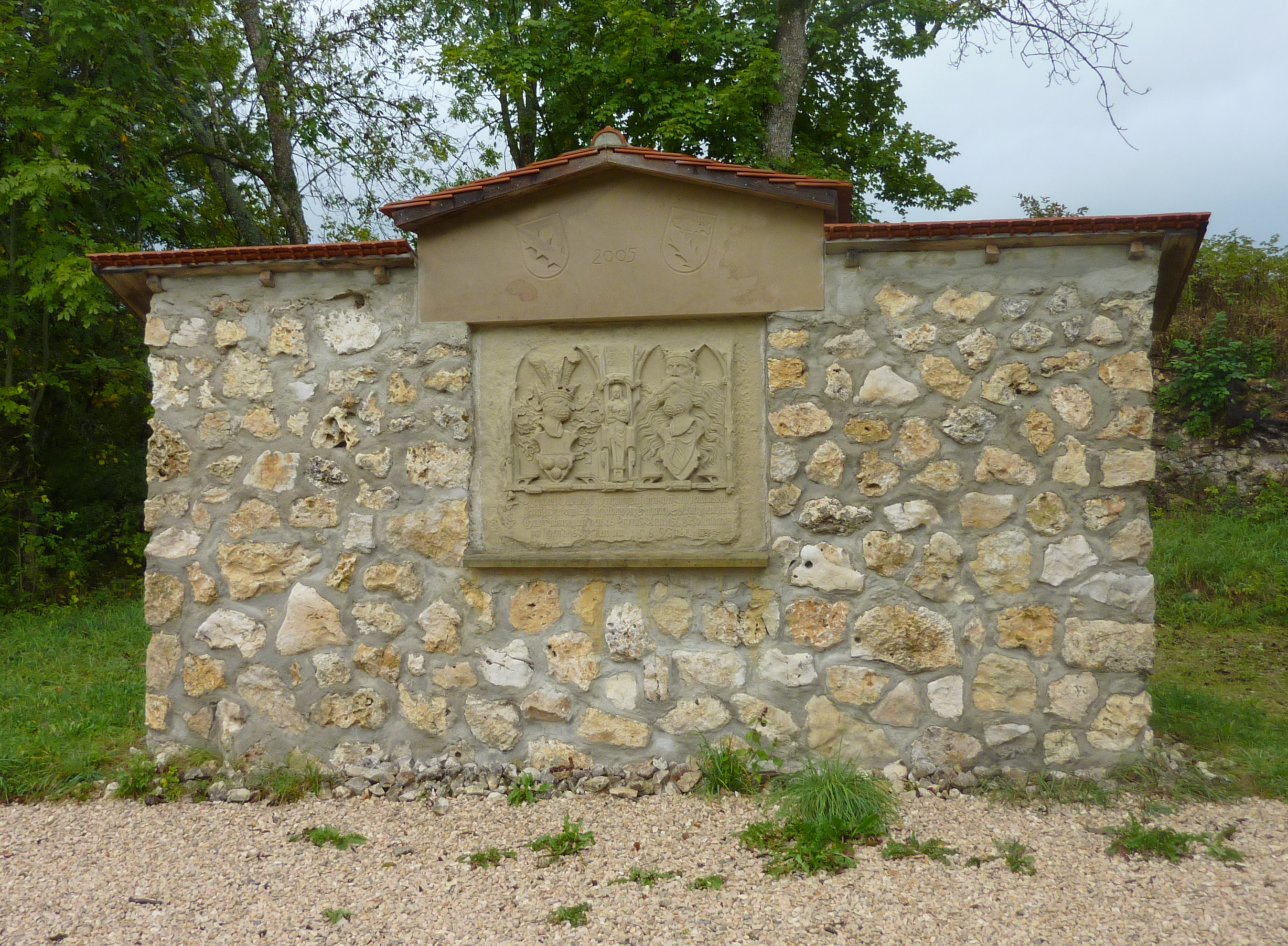
Ruine Schloss Justingen: Rekonstruiertes Mauerstück mit Torbogenplatte
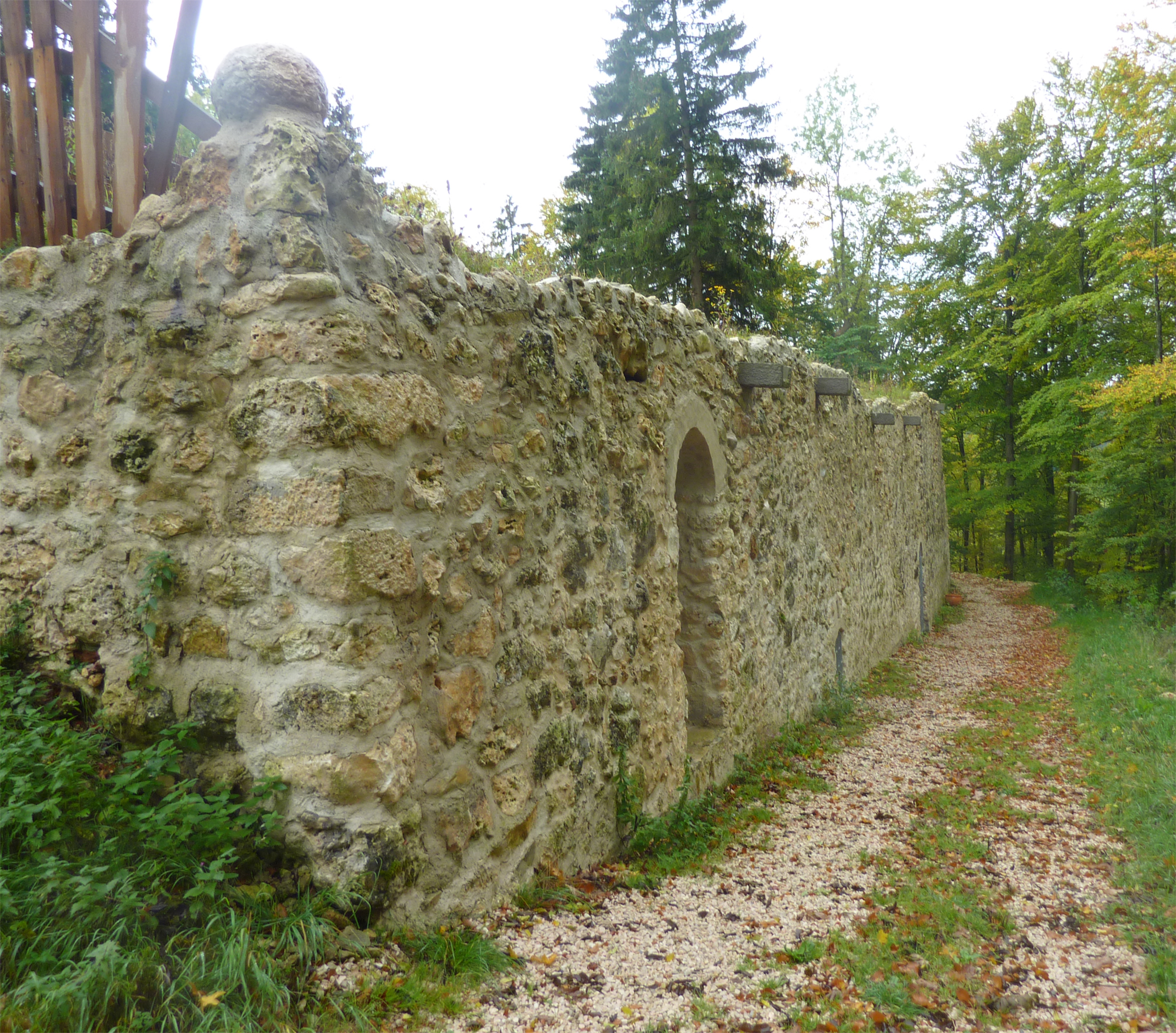
Ruine Schloss Justingen: Rekonstruierte nordwestliche Schlossmauer
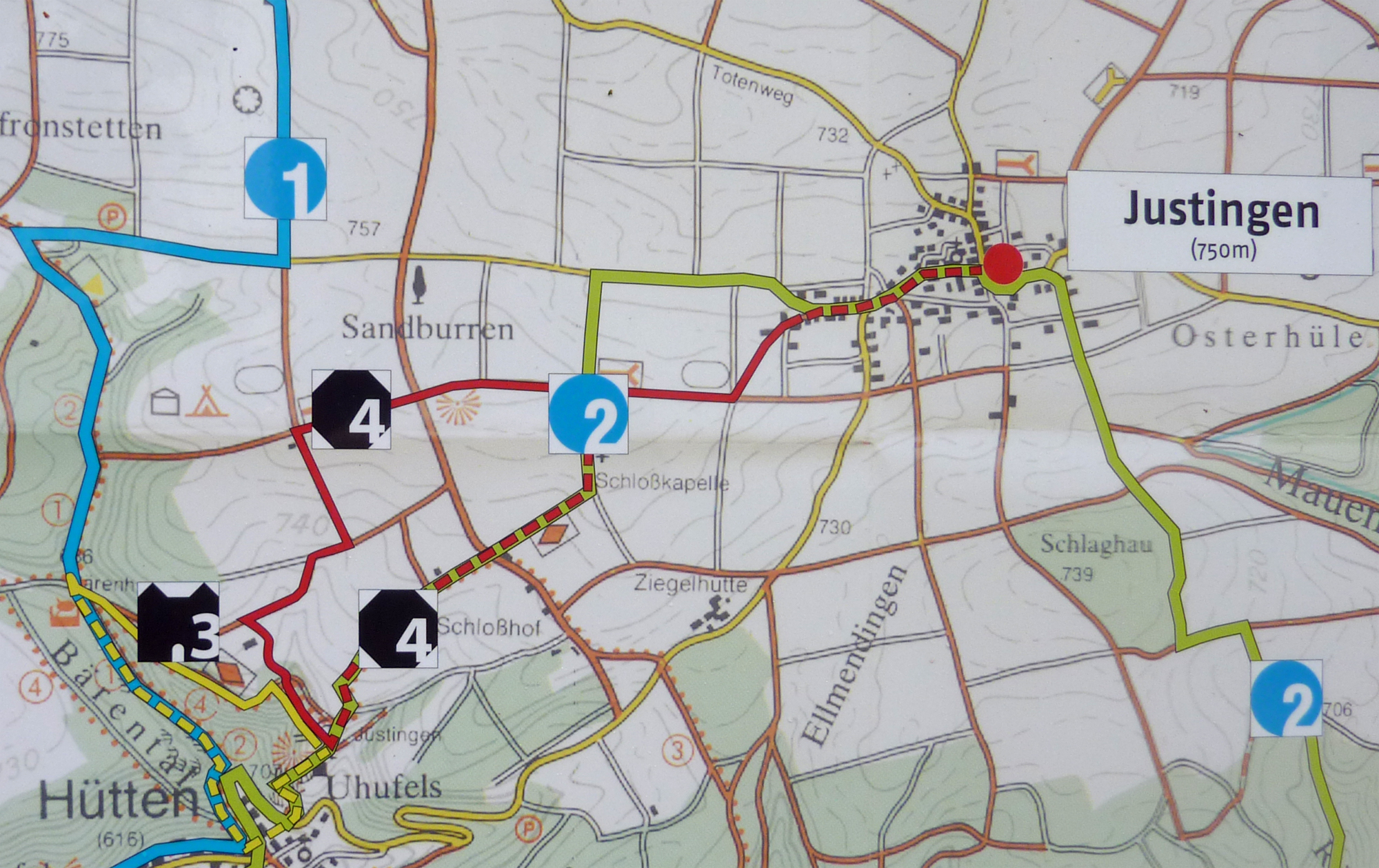
Infotafel für den Stauferweg zur Ruine Schloss Justingen

## Persönlichkeiten

### Ehrenbürger
- Hermann (von) Ehmann[9] (* Möckmühl 10. Juni 1844, † 7. Dezember 1905), jüngerer Vetter von Karl Ehmann: Ehrenbürger von Hausen o.U., Ingstetten und Justingen wegen seiner Verdienste um die Einführung der Albwasserversorgung

### Söhne und Töchter der Gemeinde
- Johannes Stöffler (* Blaubeuren oder Justingen 10. Dezember 1452, † Blaubeuren 16. Februar 1531): Pfarrer in Justingen, Professor für Mathematik und Astronomie an der Universität Tübingen, deutscher Astronom und Mathematiker
- Johann Baptist Oßwald (* Justingen 17. Juli 1764, † Lissabon 15. Dezember 1822): Bankier in Lissabon
- Anton Fischer (* Justingen 1. April 1840, † Schelklingen 4. November 1906): Tierarzt und Schultheiß von Justingen, später Stadtschultheiß von Schelklingen, setzte die Albwasserversorgung in Justingen gegen starke Widerstände durch[9]
- Matthias Gaus (* Justingen 24. Februar 1857, † Nasgenstadt 1924): studierte katholische Theologie als Konviktuale des Wilhelmsstifts in Tübingen von 1877 bis 1881, von 1888 bis 1893 katholischer Pfarrer in Braunsbach, von 1892 bis 1904  in  Aschhausen und von 1904 bis 1924 in Nasgenstadt
- Max Gauß (* Justingen 24. Februar 1868; † Heilbronn 5. Februar 1931): katholischer Priester und Landtagsabgeordneter
- Anton Kley (* 9. Juni 1932, † Schelklingen 4. April 2012), Sammler wertvoller historischer Bücher (siehe Rothenbacher 2018)

### Sonstige bedeutende Persönlichkeiten
- Johannes Vergenhans, genannt Johannes Nauclerus und sein Bruder Ludwig Vergenhans waren keine gebürtigen Justinger, wie wohl erstmals die Beschreibung des Oberamts Münsingen von 1825 (siehe das Literaturverzeichnis unter Ortsbeschreibung „Justingen“) behauptet und später vielfältig wiederholt wurde. Nach der Genealogia Naucleriana des M. Sebastian Ebinger[10] war Nauclerus der Sohn des Hans Ferg, genannt Vergenhans, Bediensteter am württembergischen Hof zu Urach, und der Anna von Dagersheim. Seine Mutter war wiederum eine uneheliche Tochter der Agnes von Dagersheim, der Geliebten des Grafen Eberhard IV. von Württemberg, genannt der Jüngere. Die Vergenhanse waren demnach verwandtschaftlich eng mit dem württembergischen Herzogshause verbunden, was den raschen sozialen Aufstieg der beiden Brüder erklärt. Nauclerus war ein Freund und Förderer Heinrich Bebels und Johannes Stöfflers und es ist nicht auszuschließen, dass er sich selbst in der Herrschaft Justingen besuchsweise aufgehalten hat, um die beiden Gelehrten für die junge Tübinger Universität zu gewinnen.